# Кам'янець-Подільський ліцей

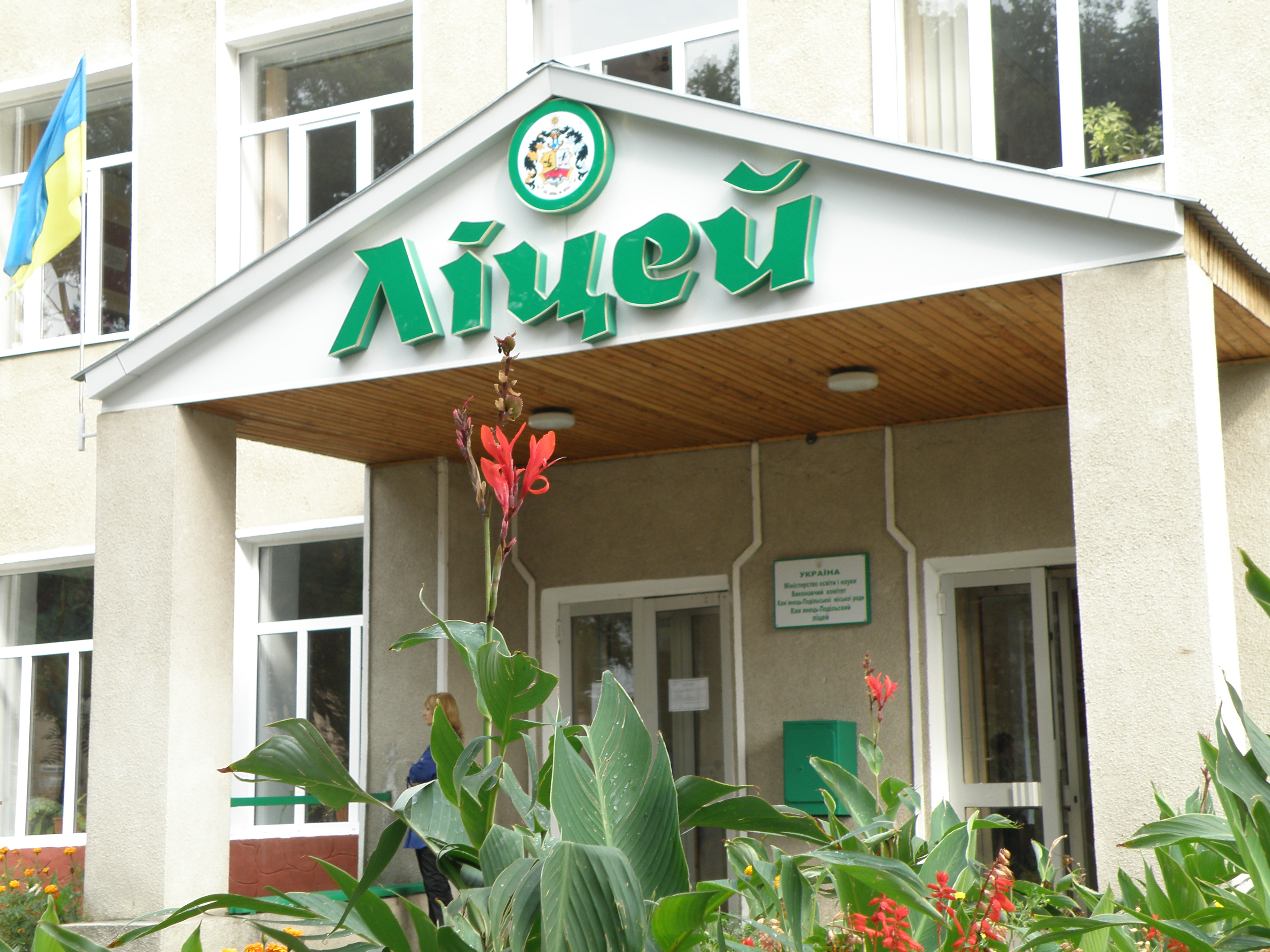
Фасад ліцею

Кам'янець-Подільський ліцей — середньоосвітній навчальний заклад у Кам'янці-Подільському II—III ступенів. Заснований 21 червня 1990 рішенням виконавчого комітету Кам'янець-Подільської міської ради № 193а «Про відкриття експериментальної школи-ліцею № 18». Бере участь у благодійних акціях.

## Структура
Ліцей має профільну та допрофільну системи навчання. Час навчання складає 3 роки — 9, 10 та 11 класи. Факультети:
- фізико-математичний;
- біолого-хімічний;
- іноземної філології;
- історичний.

## Нагороди
Кам'янець-Подільський ліцей нагороджено подяками, грамотами та дипломами Кам'янець-Подільської міської ради.